# オオキソチドリ
オオキソチドリ（大木曽千鳥、学名：Platanthera ophrydioides ）は、ラン科ツレサギソウ属の地生の多年草。別名、ミチノクチドリ。本種には、下記の「下位分類」のとおり地理的な変異が多い。

## 特徴
根は伸長し一部は肥厚する。茎は単一で直立し、高さは30-50cmになり、やや繊細で稜線がある。葉は茎の下方に2-3個つき、最下方の一番大きい葉は楕円形で、長さ5-10cm、幅2-4cmになり、先端は鋭頭または鈍頭、基部は少し茎を抱く。その上部の葉は小さい披針形となる。
花期は7-8月。総状花序に淡黄緑色の小さな花を10個内外まばらにつける。中島睦子著『日本ラン科植物図譜』の植物画によると花は18個、分類表内の個体は17個ある。苞は狭披針形で子房より少し短いが、最下方のものは子房より長い。背萼片は狭卵形で長さ約5mm、幅4mm、側萼片は線状披針形で左右に開く。側花弁は斜卵形で背萼片より長く、斜上する。唇弁は広線形で長さ6-8mmになる。距は長さ6-10mmになり、前方にやや垂れ下がる。

## 分布と生育環境
日本では、北海道、本州の中部地方の日本海側と東北地方に分布し、亜高山帯の林床や湿地に生育する。国外では、南千島、サハリンに分布する。

## 名前の由来
オオキソチドリは「大木曽千鳥」の意で、広義のキソチドリ（木曽千鳥、Platanthera ophrydioides F.Schmidt ）が、長野県の木曽で採集されたので名付けられた。種小名 ophrydioides は、「ラン科のOphrys属に似た」の意味。

## ギャラリー
- 花。側花弁の先は細く伸びる。

## 下位分類
本種には地理的な変異が多い。ただし、基本種とヒトツバキソチドリとの差異は連続的であり、判別が困難な個体もある。和名、学名はYistによる。
- ナガバノキソチドリ Platanthera ophrydioides F.Schmidt var. australis Ohwi - 葉が線状狭楕円形から広線形で、本州の中部地方から紀伊半島、四国、九州に分布する南西日本型のもの。
- ヒトツバキソチドリ Platanthera ophrydioides F.Schmidt var. monophylla Honda - 下方につく葉が1個で、基本種より小さく、本州の関東地方から東海地方の太平洋側に分布するもの。